# Charon

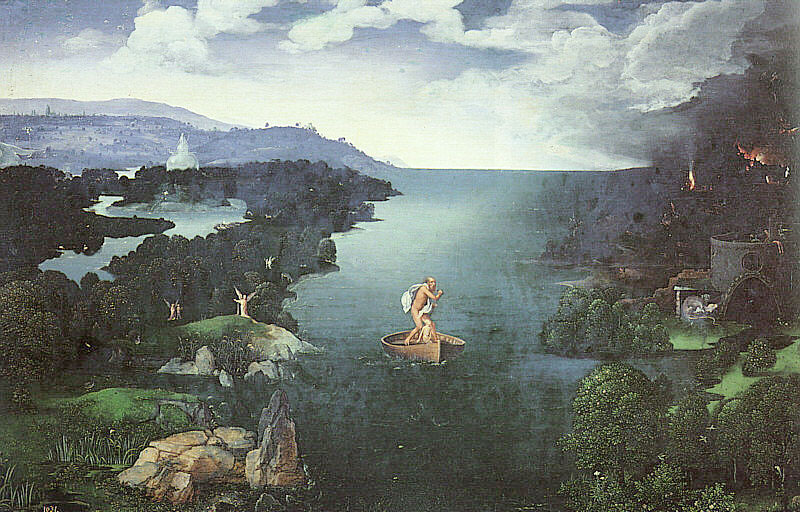
Charon traversând Styx-ul
(tablou de Joachim Patenier, 1515)

În mitologia greacă, Charon este  luntrașul lui Hades în Infern (Lumea subpământeană).
El îi trecea pe cei morți de curând peste râul Acheron, dar numai dacă își puteau plăti călătoria. În Grecia antică, cadavrelor le era adesea pusă o monedă (un obol până la trei oboli), în gură pentru a putea plăti călătoria. Cei care nu puteau plăti pribegeau o sută de ani pe râul Acheron. În Eneida lui Virgiliu, Sibyla îl ajută pe Enea să treacă râul în direcția inversă și să se întoarcă în lumea celor vii, restabilind echilibrul între cele două lumi. Charon era fiul lui Erebus și a zeiței nopții, Nyx.
Charon era descris ca un moșneag țâfnos sau ca un demon care purta un ciocan dublu.